# Konflikt w Darfurze

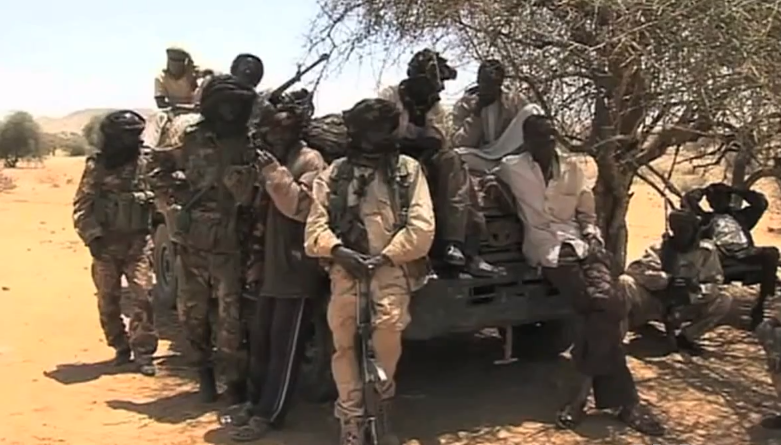
Prorządowa milicja w Darfurze

Konflikt w Darfurze – konflikt zbrojny pomiędzy separatystami, a rządem sudańskim i dżandżawidami, mający miejsce w Darfurze (zachodnia część Sudanu, Afryka) w latach 2003–2020. 

## Historia konfliktu
W 2003 w zachodniej prowincji kraju – Darfurze –  rozpoczął się kolejny epizod trwającego od dziesiątek lat konfliktu w Sudanie. Istota spięcia sprowadza się do walk między arabskimi wojownikami Dżandżawidami, a niearabskimi mieszkańcami tego rejonu. Po czarnoskórej stronie ludności z Dżandżawidami walczą Ludowa Armia Wyzwolenia Sudanu oraz Ruch Sprawiedliwości i Równości (JEM).
Konflikt ze względu na dużą liczbę ofiar zwłaszcza po stronie ludności czarnoskórej i ilość uchodźców zmuszonych do opuszczenia domów jest przez część organizacji humanitarnych określany jako ludobójstwo i czystki etniczne. Starcia nasiliły się zwłaszcza od roku 2004. Zdominowany przez arabskich muzułmanów rząd Sudanu jest oskarżany o podsycanie i inspirowanie konfliktu. O współudział w ludobójstwie oskarżony został były prezydent Sudanu, Umar al-Baszir. Akt oskarżenia został wniesiony 4 marca 2009 przez prokuratora Międzynarodowego Trybunału Karnego, Luisa Moreno-Ocampo. Był to pierwszy przypadek postawienia w stan oskarżenia urzędującej głowy państwa. W obronie oskarżonego prezydenta Sudanu wystąpili zgromadzeni na posiedzeniu Rady Pokoju i Bezpieczeństwa w Addis Abebie ministrowie spraw zagranicznych Unii Afrykańskiej. 19 lipca 2008 przeciwko temu oskarżeniu wystąpili również zgromadzeni w Kairze przedstawiciele państw członkowskich Ligi Państw Arabskich. Istnieją również obawy, że postawienie w stan oskarżenia Umara al-Baszira może zagrozić procesowi pokojowemu prowadzonemu w Sudanie, a także narazić na bezpośrednie ryzyko stacjonujące tam wojska sił międzynarodowych. Prezydent Umar al-Baszir 12 lipca 2010 dostał po raz drugi międzynarodowy nakaz aresztowania od Międzynarodowego Trybunału Karnego (MTK).
5 maja 2006 doszło do podpisania porozumienia pokojowego Darfur Peace Agreement (DPA). Porozumienie to podpisał jedynie rząd Sudanu oraz jedna z frakcji Ludowej Armii Wyzwolenia Sudanu. Podpisanie porozumienia nie doprowadziło do polepszenia sytuacji w Darfurze.
12 listopada 2008 prezydent Sudanu Umar al-Baszir, ogłosił jednostronny rozejm. Rebelianci z Darfuru odrzucili jednak jego ofertę, tłumacząc się nieufnością co do prawdziwych zamiarów chartumskiego reżimu. Sudański prezydent ogłaszając rozejm, dodał, iż zgadza się na rozbrojenie prorządowych bojówek (tzw. dżandżawidów), co było dotąd jednym z głównych żądań rebeliantów.
Rebelianci z Ruchu Sprawiedliwości i Jedności (JEM) podpisali 23 lutego 2010 układ w Katarze z rządem sudańskim o natychmiastowym wstrzymaniu ognia w Darfurze, jednak fala przemocy wzmogła się po zerwanych rozmowach z początku maja. Część ugrupowań rebelianckich z Darfuru, m.in. Sudańska Armia Wyzwoleńcza (SLA) oraz rozłamowa frakcja JEM („JEM-Demokracja”) odmówiły przystąpienia do porozumienia. Ogłosiły bowiem, że JEM zdradził interesy prowincji.
W wyniku załamania się rozmów w maju 2010 zginęło w walkach niemal 600 osób. Był to najbardziej krwawy miesiąc w Darfurze od dwóch lat. 440 osób zginęło w potyczkach między siłami rządowymi i rebeliantami, natomiast 126 osób w walkach plemiennych. W połowie lipca 2010 w Darfurze doszło do gwałtownych walk między rebeliantami Ruchu Sprawiedliwości i Równości i siłami rządowymi. W co najmniej dwóch bitwach zginęło 300 rebeliantów JEM oraz 86 sudańskich żołnierzy. W czasie walk armia zniszczyła dziesiątki pojazdów, którymi poruszali się rebelianci, zajęła też ich cysternę.
14 lipca 2011 doszło w Dosze do kolejnego podpisania porozumienia pokojowego Darfur Peace Agreement tym razem między rządem w Chartumie a powstałym w lutym 2010, Ruchem Wyzwolenia i Sprawiedliwości (LJM). Z kolei w lipcu 2011 podpisano porozumienie między rządem Sudanu i reprezentującym Darfur Ruchem Sprawiedliwości i Równości, który teoretycznie zakończył wojnę w Darfurze.
25 grudnia 2011 przywódca największego ugrupowania rebeliantów w Darfurze, Ruchu Sprawiedliwości i Równości, Chalil Ibrahim, został zabity przez armię sudańską. Ibrahim, który był oskarżony o projektowanie ataków na ludność cywilną i grabieże, zginął podczas walk w rejonie miejscowości Wadbanda, w Kordofanie Północnym.
6 kwietnia 2013 w Dosze podpisano układ pokojowy między sudańskim rządem a ugrupowaniem rozłamowca z JEM Mohameda Basha, byłego lidera darfurskich bojowników. W odwecie 11 maja 2013 Basha został zabity w starciu w Czadzie tuż przy granicy z Darfurem przez rebeliantów Ruchu Sprawiedliwości i Równości. W 2013 z powodu przemocy etnicznej i walk wojsk rządowych z rebeliantami z Południowego Darfuru uciekło 460 tys. cywilów.

## Działania pokojowe sił ONZ w Darfurze

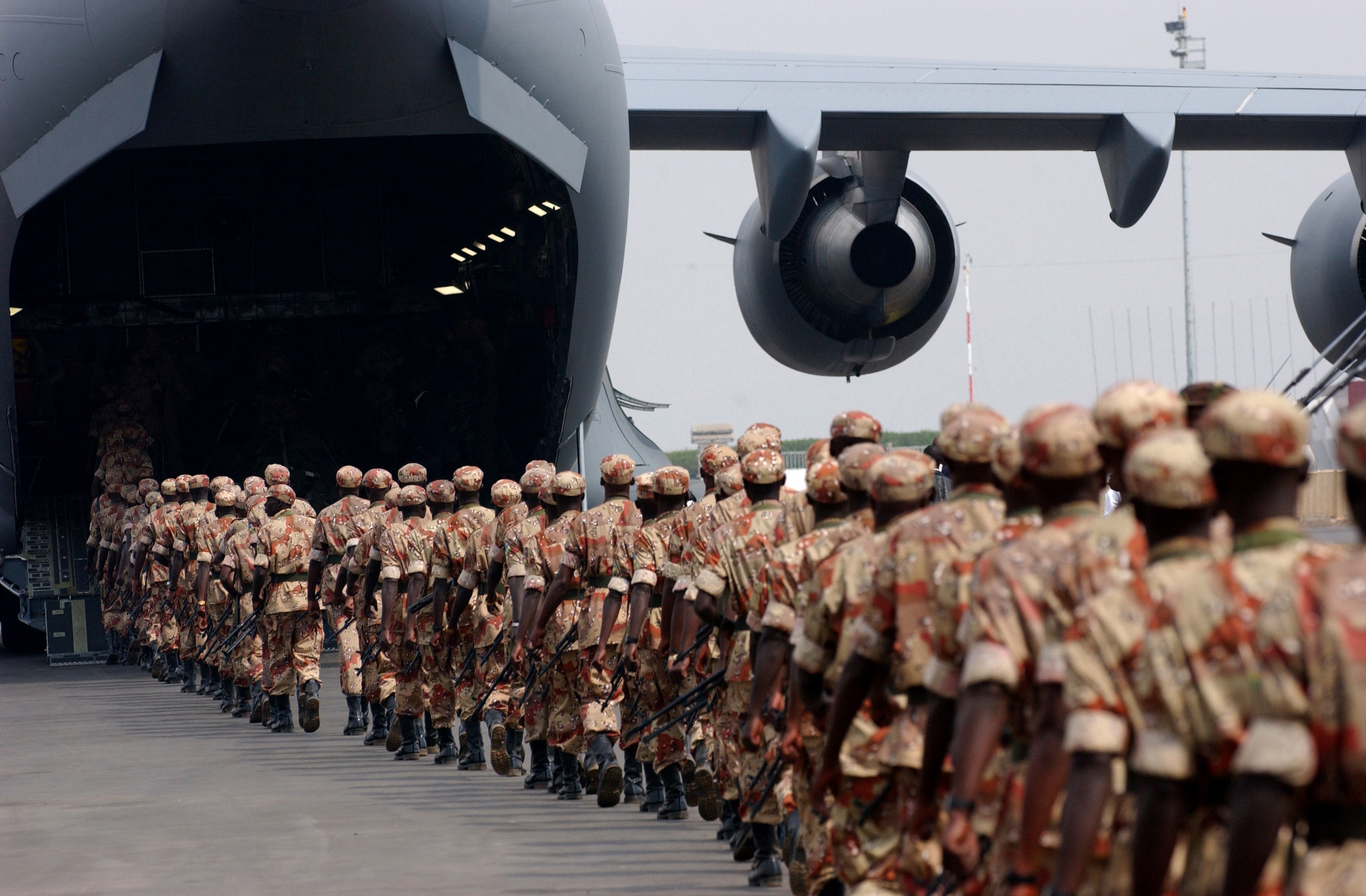
Rwandyjscy żołnierze Misji Unii Afrykańskiej w Sudanie, 2005 rok

Rokowania między zwaśnionymi stronami rozpoczęły się już w 2003. W odpowiedzi na kryzys, jaki wywołał konflikt w sudańskiej prowincji Darfur, na mocy rezolucji nr 1590 przyjętej przez Radę Bezpieczeństwa 24 marca 2005 powołana do życia została misja pokojowa ONZ UNMIS.
Na mocy Rezolucji nr 1769 31 lipca 2007 została utworzona hybrydowa misja oddziałów ONZ oraz Unii Afrykańskiej UNAMID. Misja ta miała rozpocząć swoje działania nie wcześniej niż 31 grudnia 2007. Dokładnie w poniedziałek, 31 grudnia 2007 miało miejsce uroczyste przejęcie dowództwa. Chiny pod groźbą zastosowania prawa weta w RB ONZ zażądały, aby na rozlokowanie sił zgodę wyraziły władze Sudanu.
Misja ta nie spełnia jednak założeń, jakie przed nią postawiono. W jej skład wchodzi zaledwie 1/3 z zaplanowanego personelu (który miał wynosić 26 tys. ludzi), brakuje również niezbędnego sprzętu. Afrykańskie organizacje humanitarne zarzucają również siłom UNAMID niedostateczną ochronę ludności cywilnej. Według dowodzącego misją generała Martina Lutra Agwai przy planowaniu misji nie wzięto pod uwagę „istotnych ograniczeń logistycznych”, co stanowi dodatkową przeszkodę w jej realizacji.

## Relacje międzynarodowe związane z konfliktem w Darfurze

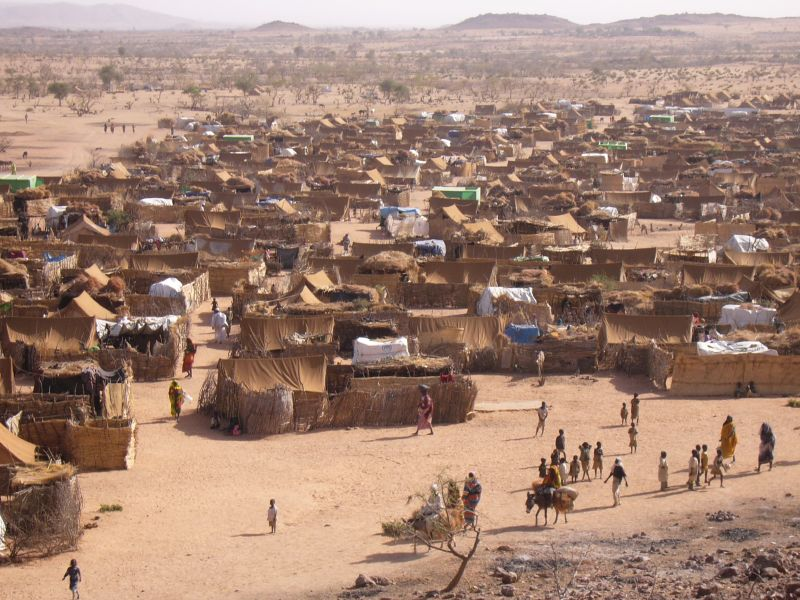
Sudańscy uchodźcy w Czadzie

Jednym z głównych państw, do którego emigruje czarnoskóra ludność z pogrążonego w konflikcie Darfuru jest sąsiedni Czad. Doprowadziło to do konfliktu między tymi krajami i wysuwania przez nie wzajemnych oskarżeń. Rząd w Ndżamenie oskarża władze Sudanu o wspieranie rebelii przeciwko prezydentowi Czadu, Idrissowi Débyemu oraz o próbę rozszerzania konfliktu na teren Czadu. W kwietniu 2006 Czad zerwał stosunki dyplomatyczne z Sudanem oraz nie dopuścił do objęcia przez ten kraj przewodnictwa w Unii Afrykańskiej. Po rezygnacji Sudanu funkcję tę przejęło Kongo. Sudan z kolei oskarżył Czad o wspieranie opozycji walczącej z rządem w Chartumie. Dzięki mediacji prezydenta Senegalu, Abdoulaye Wade, 13 marca 2008 doszło do zawarcia porozumienia między Czadem a Sudanem. Porozumienie to odrzucili rebelianci z Czadu tłumacząc to niezaproszeniem ich do prowadzonych w tej sprawie rozmów. 13 maja 2008 po raz kolejny zostały zerwane oficjalne stosunki między Sudanem a Czadem.
Już w kwietniu 2006 RB ONZ zdecydowała się na nałożenie sankcji (polegających na zakazie podróżowania po terytoriach państw członkowskich ONZ oraz zamrożeniu kont) na głównych podejrzanych o masakry w Darfurze Dżafara Mohameda Elhassana, szejka Musa Hilal, Adama Yacuba Shanta oraz Gabrila Abdula Kareema Badri. Przeciw tym sankcjom oponowali dwaj stali członkowie Rady Bezpieczeństwa, Rosja oraz Chiny, jednak ostatecznie pod naciskiem USA uchwała została przyjęta (wstrzymały się Rosja, Chiny oraz niestały członek Rady Bezpieczeństwa – Katar).
Dwoje ze stałych członków Rady Bezpieczeństwa ONZ – Rosja oraz Chiny, oskarżeni zostali o dostarczanie broni, która trafia do Darfuru pomimo embarga ONZ, oraz o pośrednie podsycanie konfliktu. W sprawie polityki chińskiej w Sudanie wypowiedział się amerykański reżyser Steven Spielberg, który potępił ten kraj za ignorowanie cierpienia ludności cywilnej. Zrezygnował on również z przygotowywania otwarcia Igrzysk Olimpijskich. Chiny oprócz dostaw broni do Sudanu, są także największym inwestorem zagranicznym w tym kraju.
W odpowiedzi na te oskarżenia Chiny wskazują na walkę z ubóstwem jako najlepszą metodę na rozwiązanie konfliktu w Sudanie. Specjalny chiński wysłannik do Darfuru, Liu Guijin, oskarżył zachodnie media i organizacje pozarządowe o wzbudzanie nastrojów antychińskich oraz manipulację informacji dotyczących działalności Chin w Sudanie. Wśród wojsk wchodzących w skład sił UNAMID znajduje się 300 wojskowych z chińskiej armii. Przedstawiciele „państwa środka” wskazują również na to, że chińskie dostawy broni do Sudanu stanowią 8% dostarczanej tam broni, zaś największymi eksporterami broni do tamtego regionu są USA, Rosja oraz Wielka Brytania.
Chiny skrytykowały „pustą retorykę” Spielberga, sprzeciwiły się także wysłaniu listu gończego za prezydentem Sudanu, Umarem al-Baszirem.
Emigracja ludności cywilnej z Darfuru dotknęła również Egipt oraz Izrael. W przeciągu kilku miesięcy do Izraela dotarło prawie 1500 migrantów, z czego około 250 było Darfurczykami. W celu ograniczenia tak licznej migracji władze Izraela zdecydowały się na zawracanie oraz deportowanie migrantów nielegalnie przekraczających granice oraz na uszczelnienie granicy egipsko-izraelskiej. Deportacja emigrantów z Darfuru wywołała w Izraelu liczne protesty. Pod petycją w sprawie zaprzestania takiego działania, zorganizowanej przez studentów z uniwersytetu w Jerozolimie podpisało się również 63 deputowanych do Knesetu.
21 kwietnia 2005 podczas obrad Komisji Praw Człowieka ONZ przedstawiciele Unii Europejskiej zrezygnowali z ostrej krytyki władz Sudanu, oskarżanych o ludobójstwo w prowincji Darfur.